# Tournoi des Six Nations 2017
Cet article traite de l'épreuve masculine. Pour la compétition féminine, voir Tournoi des Six Nations féminin 2017.
Pour un article plus général, voir Tournoi des Six Nations.
Navigation
Tournoi 2016 Tournoi 2018
Le Tournoi des Six Nations 2017 a lieu du 4 février au 18 mars. La compétition se déroule comme chaque année avec cinq journées disputées en février et mars 2017. Les journées s'étendent sur sept semaines, avec des pauses avant et après la troisième journée. Chacune des six nations participantes affronte toutes les autres. Le tournoi féminin et celui des moins de 20 ans se jouent aux mêmes dates et les mêmes équipes se rencontrent. Les trois équipes qui ont en 2017 l'avantage de jouer un match de plus à domicile que les autres sont l'Angleterre, l'Écosse et l'Italie.
Le Tournoi est remporté par l'équipe d'Angleterre avec 19 points au classement à la suite de la réforme introduisant les bonus offensifs et défensifs.
Le match opposant la France au pays de Galles (20-18) dure 99 minutes et 55 secondes, ce qui en fait le plus long match international de l'histoire du rugby[réf. souhaitée].

## Réforme du classement
À compter de cette édition du Tournoi des Six Nations, ainsi que lors des versions féminines et des moins de 20 ans, les organisateurs ont introduit une réforme du classement. Auparavant, les équipes se voyaient attribuer 2 points en cas de victoire, 1 point en cas de match nul et zéro en cas de défaite. Désormais, une victoire vaudra 4 points, un match nul 2 points et une défaite toujours zéro. Les équipes pourront aussi gagner des points de bonus : un point (le bonus offensif) sera octroyé si l'équipe inscrit au moins quatre essais dans un match et un point (le bonus défensif) sera attribué à une équipe si elle perd avec un maximum de 7 points d'écart. Enfin, pour lui garantir la victoire finale, une équipe réussissant le Grand chelem aura une bonification de 3 points supplémentaires.

## Villes et stades
| Londres (Angleterre)                  | Saint-Denis (France)              | Édimbourg (Écosse)                    |
| ------------------------------------- | --------------------------------- | ------------------------------------- |
| Stade de Twickenham Capacité : 82 000 | Stade de France Capacité : 81 338 | Murrayfield Stadium Capacité : 67 130 |
| Stade de Twickenham à Londres         | Stade France à Saint-Denis.       | Stade Murrayfield à Édimbourg.        |
| Rome (Italie)                         | Dublin (Irlande)                  | Cardiff (Pays de Galles)              |
| Stade olympique Capacité : 72 698     | Aviva Stadium Capacité : 51 700   | Millennium Stadium Capacité : 74 500  |
| Le Stade Olympique de Rome.           | Aviva Stadium à Dublin            | Le Millennium Stadium à Cardiff       |

## Acteurs du Tournoi des Six Nations

Participants au Tournoi des Six Nations.

### Joueurs

#### Angleterre
| Entraîneur | Entraîneur             | Eddie Jones                                                                |
| Avants     | Pilier                 | Nathan Catt, Dan Cole, Ellis Genge, Joe Marler, Matt Mullan, Mako Vunipola |
| Avants     | Talonneur              | Jamie George, Dylan Hartley , Kyle Sinckler, Tommy Taylor                  |
| Avants     | Deuxième ligne         | Charlie Ewels, George Kruis , Joe Launchbury, Mike Williams                |
| Avants     | Troisième ligne aile   | Teimana Harrison, James Haskell, Maro Itoje, Courtney Lawes, Tom Wood      |
| Avants     | Troisième ligne centre | Jack Clifford, Nathan Hughes                                               |
| Arrières   | Demi de mêlée          | Danny Care, Ben Youngs                                                     |
| Arrières   | Demi d'ouverture       | George Ford, Alex Lozowski, Henry Slade                                    |
| Arrières   | Centre                 | Owen Farrell, Elliot Daly, Jonathan Joseph, Ben Te'o                       |
| Arrières   | Ailier                 | Jonny May, Jack Nowell, Anthony Watson, Marland Yarde                      |
| Arrières   | Arrière                | Mike Brown                                                                 |

#### Écosse
| Entraîneur | Entraîneur             | Vern Cotter                                                                             |
| Avants     | Pilier                 | Alex Allan, Simon Berghan, Allan Dell, Zander Fagerson, WP Nel , Gordon Reid, Jon Welsh |
| Avants     | Talonneur              | Fraser Brown, Ross Ford, Stuart McInally                                                |
| Avants     | Deuxième ligne         | Grant Gilchrist, Jonny Gray, Richie Gray, Tim Swinson, Ben Toolis                       |
| Avants     | Troisième ligne aile   | John Barclay, John Hardie, Rob Harley, Josh Strauss , Hamish Watson                     |
| Avants     | Troisième ligne centre | Cornell du Preez, Ryan Wilson                                                           |
| Arrières   | Demi de mêlée          | Greig Laidlaw , Ali Price, Henry Pyrgos                                                 |
| Arrières   | Demi d'ouverture       | Finn Russell, Duncan Weir                                                               |
| Arrières   | Centre                 | Mark Bennett, Alex Dunbar, Huw Jones, Matt Scott, Duncan Taylor                         |
| Arrières   | Ailier                 | Damien Hoyland, Sean Maitland, Tommy Seymour, Tim Visser                                |
| Arrières   | Arrière                | Stuart Hogg                                                                             |

#### France
| Entraîneur | Entraîneur             | Guy Noves                                                                                                   |
| Avants     | Pilier                 | Uini Atonio, Cyril Baille, Eddy Ben Arous, Mohamed Boughanmi, Xavier Chiocci, Rabah Slimani                 |
| Avants     | Talonneur              | Camille Chat, Guilhem Guirado , Clément Maynadier, Christopher Tolofua                                      |
| Avants     | Deuxième ligne         | Paul Jedrasiak, Arthur Iturria, Julien Le Devedec, Yoann Maestri, Sébastien Vahaamahina                     |
| Avants     | Troisième ligne aile   | Damien Chouly , Loann Goujon, Kevin Gourdon, Bernard Le Roux, Fabien Sanconnie                              |
| Avants     | Troisième ligne centre | Raphaël Lakafia,, Louis Picamoles                                                                           |
| Arrières   | Demi de mêlée          | Maxime Machenaud, Baptiste Serin, Antoine Dupont                                                            |
| Arrières   | Demi d'ouverture       | Jean-Marc Doussain, Camille Lopez, François Trinh-Duc                                                       |
| Arrières   | Centre                 | Mathieu Bastareaud, Yann David , Henry Chavancy, Gaël Fickou, Wesley Fofana , Gabriel Lacroix, Rémi Lamerat |
| Arrières   | Ailier                 | Djibril Camara, Yoann Huget, Noa Nakaitaci, Virimi Vakatawa                                                 |
| Arrières   | Arrière                | Geoffrey Palis, Scott Spedding, Brice Dulin                                                                 |

#### Galles
| Entraîneur | Entraîneur             | Rob Howley (par intérim)                                                         |
| Avants     | Pilier                 | Scott Andrews, Rob Evans, Tomas Francis, Rhodri Jones, Samson Lee, Nicky Smith   |
| Avants     | Talonneur              | Scott Baldwin, Kristian Dacey, Ken Owens                                         |
| Avants     | Deuxième ligne         | Jake Ball, Luke Charteris, Cory Hill, Alun Wyn Jones , James King, Rory Thornton |
| Avants     | Troisième ligne aile   | Olly Cracknell, Justin Tipuric, Sam Warburton, Thomas Young                      |
| Avants     | Troisième ligne centre | Taulupe Faletau, Ross Moriarty                                                   |
| Arrières   | Demi de mêlée          | Aled Davies, Gareth Davies, Rhys Webb                                            |
| Arrières   | Demi d'ouverture       | Dan Biggar, Sam Davies, Owen Williams                                            |
| Arrières   | Centre                 | Jonathan Davies, Ashton Hewitt, Jamie Roberts, Scott Williams                    |
| Arrières   | Ailier                 | Alex Cuthbert, George North, Liam Williams                                       |
| Arrières   | Arrière                | Steffan Evans, Leigh Halfpenny                                                   |

#### Irlande
| Entraîneur | Entraîneur             | Joe Schmidt                                                                                             |
| Avants     | Pilier                 | Finlay Bealham, Tadhg Furlong, Cian Healy, David Kilcoyne, Jack McGrath, John Ryan                      |
| Avants     | Talonneur              | Rory Best , Niall Scannell, James Tracy                                                                 |
| Avants     | Deuxième ligne         | Ultan Dillane, Iain Henderson, Donnacha Ryan, Devin Toner                                               |
| Avants     | Troisième ligne aile   | Billy Holland, Dan Leavy, Sean O'Brien, Tommy O'Donnell, Peter O'Mahony, CJ Stander, Josh van der Flier |
| Avants     | Troisième ligne centre | Jack Conan, Jamie Heaslip                                                                               |
| Arrières   | Demi de mêlée          | Kieran Marmion, Luke McGrath, Conor Murray                                                              |
| Arrières   | Demi d'ouverture       | Paddy Jackson, Ian Keatley, Rory Scannell, Jonathan Sexton                                              |
| Arrières   | Centre                 | Robbie Henshaw, Luke Marshall, Stuart McCloskey, Garry Ringrose                                         |
| Arrières   | Ailier                 | Tommy Bowe , Keith Earls, Craig Gilroy, Andrew Trimble, Simon Zebo                                      |
| Arrières   | Arrière                | Andrew Conway, Rob Kearney , Tiernan O'Halloran, Jared Payne                                            |

#### Italie
| Entraîneur | Entraîneur             | Conor O'Shea                                                                                       |
| Avants     | Pilier                 | Pietro Ceccarelli, Dario Chistolini, Lorenzo Cittadini, Andrea Lovotti, Sami Panico, Michele Rizzo |
| Avants     | Talonneur              | Tommaso D'Apice, Ornel Gega, Leonardo Ghiraldini                                                   |
| Avants     | Deuxième ligne         | George Biagi, Joshua Furno, Marco Fuser, Federico Ruzza, Dries van Schalkwyk                       |
| Avants     | Troisième ligne aile   | Simone Favaro, Maxime Mbanda, Francesco Minto                                                      |
| Avants     | Troisième ligne centre | Marco Barbini, Sergio Parisse , Braam Steyn                                                        |
| Arrières   | Demi de mêlée          | Giorgio Bronzini, Edoardo Gori, Marcello Violi                                                     |
| Arrières   | Demi d'ouverture       | Tommaso Allan, Carlo Canna                                                                         |
| Arrières   | Centre                 | Tommaso Benvenuti, Tommaso Boni, Michele Campagnaro, Luke McLean                                   |
| Arrières   | Ailier                 | Giulio Bisegni, Angelo Esposito, Giovanbattista Venditti                                           |
| Arrières   | Arrière                | Edoardo Padovani                                                                                   |

### Arbitres
Liste des arbitres de champ du Tournoi :
| FIRA-AER | FORU                                          | CAR           |
| --- | --------------------------------------------- | ------------- |
| - Wayne Barnes - JP Doyle - Jérôme Garcès - Pascal Gaüzère - John Lacey - Nigel Owens - Romain Poite - Mathieu Raynal | - Angus Gardner - Glen Jackson - Ben O'Keeffe | - Jaco Peyper |

## Les matches
Le programme 2017 est dévoilé le 4 février 2015.
Les heures sont données dans les fuseaux utilisés par le pays qui reçoit : Temps universel coordonné (UTC) dans les îles Britanniques et CET (UTC+1) en France et en Italie.
| 4 février, 14 h 25 (Centenary Quaich) | Murrayfield Stadium, Édimbourg | Écosse     | 27 - 22 | Irlande        |
| 4 février, 16 h 50 (Trophée Eurostar) | Stade de Twickenham, Londres   | Angleterre | 19 - 16 | France         |
| 5 février, 15 h 00                    | Stade olympique, Rome          | Italie     | 7 - 33  | Pays de Galles |

| 11 février à 15 h 25 | Stade olympique, Rome        | Italie         | 10 - 63 | Irlande    |
| 11 février à 16 h 50 | Millennium Stadium, Cardiff  | Pays de Galles | 16 - 21 | Angleterre |
| 12 février à 16 h 00 | Stade de France, Saint-Denis | France         | 22 - 16 | Écosse     |

| 25 février à 14 h 25 | Murrayfield Stadium, Édimbourg | Écosse     | 29 - 13 | Pays de Galles |
| 25 février à 16 h 50 | Aviva Stadium, Dublin          | Irlande    | 19 - 9  | France         |
| 26 février à 15 h 00 | Stade de Twickenham, Londres   | Angleterre | 36 - 15 | Italie         |

| 10 mars à 20 h 00                     | Millennium Stadium, Cardiff  | Pays de Galles | 22 - 9  | Irlande |
| 11 mars à 14 h 30 (Trophée Garibaldi) | Stade olympique, Rome        | Italie         | 18 - 40 | France  |
| 11 mars à 16 h 00 (Calcutta Cup)      | Stade de Twickenham, Londres | Angleterre     | 61 - 21 | Écosse  |

| 18 mars à 12 h 30                     | Murrayfield Stadium, Édimbourg | Écosse  | 29 - 0  | Italie         |
| 18 mars à 15 h 45                     | Stade de France, Saint-Denis   | France  | 20 - 18 | Pays de Galles |
| 18 mars à 17 h 00 (Millennium Trophy) | Aviva Stadium, Dublin          | Irlande | 13 - 9  | Angleterre     |

## Classement
| Rang | Nation         | J | V | N | D | Bo | Bd | Pm  | Pe  | Diff | Pts |
| ---- | -------------- | - | - | - | - | -- | -- | --- | --- | ---- | --- |
| 1    | Angleterre (T) | 5 | 4 | 0 | 1 | 2  | 1  | 146 | 81  | +65  | 19  |
| 2    | Irlande        | 5 | 3 | 0 | 2 | 1  | 1  | 126 | 77  | +49  | 14  |
| 3    | France         | 5 | 3 | 0 | 2 | 1  | 1  | 107 | 90  | +17  | 14  |
| 4    | Écosse         | 5 | 3 | 0 | 2 | 1  | 1  | 122 | 118 | +4   | 14  |
| 5    | Pays de Galles | 5 | 2 | 0 | 3 | 0  | 2  | 102 | 86  | +16  | 10  |
| 6    | Italie         | 5 | 0 | 0 | 5 | 0  | 0  | 50  | 201 | -151 | 0   |

|  | Vainqueur du Tournoi     |
|  | T : tenant du titre 2016 |

Attribution des points de classement (Pts) : quatre points pour une victoire, deux points pour un match nul, rien en cas de défaite, un point si au moins 4 essais marqués, un point en cas de défaite avec moins de 8 points d'écart, trois points en cas de Grand chelem.
Règles de classement : 1. points de classement ; 2. différence de points de match ; 3. nombre d'essais marqués ; 4. titre partagé.

## Statistiques individuelles

### Meilleur joueur du Tournoi
À l'issue du Tournoi, une liste de douze joueurs est dévoilée afin d'obtenir le titre de meilleur joueur de la compétition. La liste est composée de trois Anglais, deux Écossais, deux Français, deux Gallois, deux Irlandais et un Italien :
| Angleterre                                   | Écosse                       | France                            | Galles                  | Irlande                     | Italie           |
| -------------------------------------------- | ---------------------------- | --------------------------------- | ----------------------- | --------------------------- | ---------------- |
| - Owen Farrell - Joe Launchbury - Maro Itoje | - Stuart Hogg - Finn Russell | - Camille Lopez - Louis Picamoles | - Ken Owens - Rhys Webb | - Conor Murray - CJ Stander | - Sergio Parisse |

À l'issue du vote des internautes, l'Écossais Stuart Hogg est élu meilleur joueur du tournoi devant l'Irlandais CJ Stander et le Français Louis Picamoles et conserve son titre.
| Rang | Joueur          | Équipe         | % des votes |
| ---- | --------------- | -------------- | ----------- |
| 1    | Stuart Hogg     | Écosse         | 24,6        |
| 2    | CJ Stander      | Irlande        | 14,9        |
| 3    | Louis Picamoles | France         | 12,8        |
| 4    | Joe Launchbury  | Angleterre     | 8,9         |
| 5    | Finn Russell    | Écosse         | 8,3         |
| 6    | Conor Murray    | Irlande        | 7,9         |
| 7    | Owen Farrell    | Angleterre     | 6,3         |
| 8    | Rhys Webb       | Pays de Galles | 5,5         |
| 9    | Sergio Parisse  | Italie         | 3,3         |
| 10   | Ken Owens       | Pays de Galles | 3           |
| 11   | Camille Lopez   | France         | 2,4         |
| 12   | Maro Itoje      | Angleterre     | 1,6         |

### Meilleurs marqueurs
| Rang | Joueur          | Équipe         | Essais |
| ---- | --------------- | -------------- | ------ |
| 1    | Danny Care      | Angleterre     | 3      |
| -    | Keith Earls     | Irlande        | 3      |
| -    | Craig Gilroy    | Irlande        | 3      |
| -    | Stuart Hogg     | Écosse         | 3      |
| -    | Jonathan Joseph | Angleterre     | 3      |
| -    | George North    | Pays de Galles | 3      |
| -    | CJ Stander      | Irlande        | 3      |
| -    | Liam Williams   | Pays de Galles | 3      |
| 9    | Elliot Daly     | Angleterre     | 2      |
| -    | Gaël Fickou     | France         | 2      |
| -    | Iain Henderson  | Irlande        | 2      |
| -    | Huw Jones       | Écosse         | 2      |
| -    | Jack Nowell     | Angleterre     | 2      |
| -    | Ben Te'o        | Angleterre     | 2      |
| -    | Tommy Seymour   | Écosse         | 2      |
| -    | Tim Visser      | Écosse         | 2      |

### Meilleurs réalisateurs
| Rang | Joueur          | Équipe         | Points | Essais | Transf. | Pén. | Drops |
| ---- | --------------- | -------------- | ------ | ------ | ------- | ---- | ----- |
| 1    | Camille Lopez   | France         | 67     | 0      | 8       | 17   | 0     |
| 2    | Owen Farrell    | Angleterre     | 63     | 0      | 12      | 13   | 0     |
| 3    | Leigh Halfpenny | Pays de Galles | 62     | 0      | 7       | 16   | 0     |
| 4    | Finn Russell    | Écosse         | 42     | 1      | 8       | 7    | 0     |
| 5    | Paddy Jackson   | Irlande        | 36     | 1      | 11      | 3    | 0     |
| 6    | Jonathan Sexton | Irlande        | 23     | 0      | 4       | 4    | 1     |
| 7    | Stuart Hogg     | Écosse         | 18     | 3      | 0       | 1    | 0     |
| 8    | Carlo Canna     | Italie         | 15     | 0      | 3       | 3    | 0     |
| -    | Danny Care      | Angleterre     | 15     | 3      | 0       | 0    | 0     |
| -    | Keith Earls     | Irlande        | 15     | 3      | 0       | 0    | 0     |
| -    | Craig Gilroy    | Irlande        | 15     | 3      | 0       | 0    | 0     |
| -    | Jonathan Joseph | Angleterre     | 15     | 3      | 0       | 0    | 0     |
| -    | George North    | Pays de Galles | 15     | 3      | 0       | 0    | 0     |
| -    | CJ Stander      | Irlande        | 15     | 3      | 0       | 0    | 0     |
| -    | Liam Williams   | Pays de Galles | 15     | 3      | 0       | 0    | 0     |

### Joueurs gagnant le plus de mètres ballon en main
| Rang | Joueur          | Équipe     | Mètres gagnés |
| ---- | --------------- | ---------- | ------------- |
| 1    | Mike Brown      | Angleterre | 432           |
| 2    | Louis Picamoles | France     | 362           |
| 3    | Noa Nakaitaci   | France     | 349           |
| 4    | Simon Zebo      | Irlande    | 335           |
| 5    | Virimi Vakatawa | France     | 306           |

### Joueurs battant le plus de défenseurs
| Rang | Joueur          | Équipe     | Défenseurs battus |
| ---- | --------------- | ---------- | ----------------- |
| 1    | Louis Picamoles | France     | 24                |
| 2    | Mike Brown      | Angleterre | 15                |
| 3    | Virimi Vakatawa | France     | 14                |
| 4    | CJ Stander      | Irlande    | 13                |
| 4    | Keith Earls     | Irlande    | 13                |
| 4    | Kevin Gourdon   | France     | 13                |

## Première journée

### Écosse - Irlande
(mt : 21 - 8)
Homme du match :  Stuart Hogg
Points marqués :
- Écosse : 3 essais de Hogg (9e, 21e) et Dunbar (29e) ; 3 transformations de Laidlaw (10e, 22e, 30e) ; 2 pénalités de Laidlaw (73e, 80e)
- Irlande : 3 essais de Earls (26e), Henderson (48e) et Jackson (62e) ; 2 transformations de Jackson (49e, 63e) ; 1 pénalité de Jackson (34e)

Évolution du score : 7-0, 14-0, 14-5, 21-5, 21-8, mt, 21-15, 21-22, 24-22, 27-22
Arbitre :  Romain Poite
Résumé :
En début de rencontre, les Irlandais imposent leur puissance, en obtenant des pénalités sur les deux premières mêlées. Cependant, sur la première offensive écossaise, les avant pilonnent la défense adverse, Laidlaw ouvre le jeu au large jusqu'à Hogg, qui file dans l'en-but pour marquer le premier essai du match. Laidlaw passe la transformation, (7-0) à la 10e minute. Les Irlandais reprennent leur domination, mais se font à nouveau surprendre, sur une attaque au large après une touche écossaise dans leur camp. Hogg se joue de la défense le long de la ligne de touche et termine sa course dans l'en-but. Laidlaw transforme, (14-0) à la 22e. Rapidement, les Irlandais réagissent, multiplient les offensives et parviennent à marquer un essai en bout de ligne par l'intermédiaire de Earls, (14-5) à la 26e. Quelques minutes plus tard, les Écossais obtiennent une touche à 5 mètres de la ligne adverse. le centre Dunbar se glisse dans l'alignement et s'empare du ballon envoyé à mi-hauteur par Ford, et file marquer le troisième essai de sa formation. Laidlaw passe la transformation, (21-5) à la 30e. Les Irlandais réduisent l'écart au score grâce à une pénalité de Jackson, score à la mi-temps (21-8).
Dès le début de seconde période, le XV du trèfle s'installe dans les 22 mètres écossais. Après de multiples tentatives, Iain Henderson parvient à aplatir dans l'en-but. Jackson transforme, (21-15) à la 49e minute. Même si les Écossais tentent de remettre la main sur le ballon, les Irlandais continuent leur domination et parviennent à inscrire un nouvel essai grâce à Jackson, qui s'arrache afin de résister à plusieurs défenseurs. Ce dernier passe également la transformation et permet à son équipe de mener pour la première fois dans le match, (21-22) à la 63e. Mais les Écossais profitent d'une faute au sol des Irlandais à 22 mètres face aux poteaux, pour reprendre l'avantage grâce à une pénalité de Laidlaw, (24-22) à la 73e. Le XV du chardon parvient ensuite à conserver le ballon et profite d'une nouvelle pénalité de Laidlaw pour l'emporter (27-22).
L'Irlande perdant de moins de huit points marque un point de bonus défensif, c'est également le tout premier bonus défensif obtenu dans le Tournoi !
| Écosse · Titulaires · 15 Stuart Hogg 9e 21e · 14 Sean Maitland · 13 Huw Jones 60e · 12 Alex Dunbar 29e · 11 Tommy Seymour · 10 Finn Russell 46e 56e · 9 Greig Laidlaw · 8 Josh Strauss 66e · 7 Hamish Watson 49e · 6 Ryan Wilson · 5 Jonny Gray · 4 Richie Gray · 3 Zander Fagerson · 2 Fraser Brown 4e 9e 26e · 1 Allan Dell 56e · Remplaçants · 16 Ross Ford 4e 9e 26e · 17 Gordon Reid 56e · 18 Simon Berghan · 19 Tim Swinson 66e · 20 John Barclay 49e · 21 Ali Price · 22 Duncan Weir 46e 56e · 23 Mark Bennett 60e · Entraîneur · Vern Cotter |  |  | Irlande · Titulaires · Rob Kearney 15 · 26e 68e Keith Earls 14 · Garry Ringrose 13 · Robbie Henshaw 12 · Simon Zebo 11 · 62e Paddy Jackson 10 · Conor Murray 9 · Jamie Heaslip 8 · 66e Sean O'Brien 7 · CJ Stander 6 · Devin Toner 5 · 48e 64e Iain Henderson 4 · 69e Tadhg Furlong 3 · Rory Best 2 · 56e Jack McGrath 1 · Remplaçants · Niall Scannell 16 · 56e Cian Healy 17 · 69e John Ryan 18 · 64e Ultan Dillane 19 · 66e Josh van der Flier 20 · Kieran Marmion 21 · Ian Keatley 22 · 68e Tommy Bowe 23 · Entraîneur · Joe Schmidt |

### Angleterre - France
(mt : 9 - 9)
Homme du match :  Louis Picamoles
Points marqués :
- Angleterre : 1 essai de Te'o (70e) ; 1 transformation de Farrell (71e) ; 4 pénalités de Farrell (9e, 22e, 54e) et Daly (37e)
- France : 1 essai de Slimani (59e) ; 1 transformation de Lopez (60e) ; 3 pénalités de Lopez (6e, 12e, 19e)

Évolution du score : 0-3, 3-3, 3-6, 3-9, 6-9, 9-9, mt, 12-9, 12-16, 19-16
Arbitre :  Angus Gardner
Résumé :
En ce début de rencontre, les Anglais mettent la main sur le ballon. Mais sur leur premier lancement de jeu depuis leur camp, les Français remontent tout le terrain et Spedding est poussé en touche à un mètres de l'en-but adverse. Les Français restent dans les 22 mètres anglais et obtiennent la pénalité. Lopez ouvre la marque, (0-3) à la 6e minute. Immédiatement, les Anglais réagissent et égalisent grâce à une pénalité de Farrell, (3-3) à la 9e. À cause d'un plaquage dangereux de May sur Fickou, l'Anglais écope d'un carton jaune. Lopez passe la pénalité, (3-6) à la 12e. En supériorité numérique, les Français parviennent à creuser l'écart grâce à une nouvelle pénalité de Lopez, (3-9) à la 19e. Les Anglais réussissent à recoller au tableau d'affichage grâce à deux pénalités, l'une de Farrell à la 22e minute et l'autre de Daly à la 37e. Score à la mi-temps (9-9).
Le début de seconde période est équilibré entre les deux équipes, même si les Anglais se voient refuser un essai, car Daly a mis un pied sur la ligne de touche avant d'aplatir. Farrell sur pénalité, permet tout de même à l'Angleterre de mener au score, (12-9) à la 54e minute. Peu après, les Français partant du centre du terrain, percent la défense adverse, et viennent s'installer dans les 22 mètres anglais. À la suite de plusieurs offensives, Vahaamahina parvient à transmettre le ballon après contact à Gourdon. Ce dernier se faufile dans les lignes anglaises et passe à Slimani, qui parvient à aplatir aux pieds des poteaux. Lopez passe la transformation, (12-16) à la 60e. Les Anglais dominent la suite de la rencontre. Sur une action comportant plusieurs phases de jeu dans les 22 mètres français, Care parvient à extraire rapidement le ballon d'un regroupement et Te'o, bien lancé, transperce la défense adverse et file aplatir dans l'en-but. Farrell passe la transformation (19-16) à la 71e minute. Le XV de la rose maîtrise la fin du match en monopolisant le ballon et s'impose face aux Bleus (19-16). Ceux-ci marquent un point de bonus défensif.
| Angleterre · Titulaires · 15 Mike Brown · 14 Jonny May 12e à 22e · 13 Jonathan Joseph 68e · 12 Owen Farrell · 11 Elliot Daly · 10 George Ford 68e · 9 Ben Youngs 65e · 8 Nathan Hughes · 7 Tom Wood · 6 Maro Itoje · 5 Courtney Lawes · 4 Joe Launchbury 63e · 3 Dan Cole · 2 Dylan Hartley 54e · 1 Joe Marler 65e · Remplaçants · 16 Jamie George 54e · 17 Matt Mullan 65e · 18 Kyle Sinckler · 19 Teimana Harrison · 20 James Haskell 63e · 21 Danny Care 65e · 22 Ben Te'o 68e 70e · 23 Jack Nowell 68e · Entraîneur · Eddie Jones |  |  | France · Titulaires · Scott Spedding 15 · Noa Nakaitaci 14 · Gaël Fickou 13 · 71e Rémi Lamerat 12 · Virimi Vakatawa 11 · 71e Camille Lopez 10 · 56e Baptiste Serin 9 · Louis Picamoles 8 · Kevin Gourdon 7 · 63e Damien Chouly 6 · Yoann Maestri 5 · 71e Sébastien Vahaamahina 4 · 45e Uini Atonio 3 · 71e Guilhem Guirado 2 · 45e Cyril Baille 1 · Remplaçants · 71e Clément Maynadier 16 · 45e Xavier Chiocci 17 · 45e 59e Rabah Slimani 18 · 71e Arthur Iturria 19 · 63e Loann Goujon 20 · 56e Maxime Machenaud 21 · 71e Yoann Huget 22 · 71e Jean-Marc Doussain 23 · Entraîneur · Guy Novès |

### Italie - Galles
(mt : 7 - 3)
Homme du match :  Leigh Halfpenny
Points marqués :
- Italie : 1 essai de Gori (29e) ; 1 transformation de Canna (30e)
- Galles : 3 essais de J. Davies (61e), L. Williams (67e) et North (78e) ; 3 transformations de Halfpenny (62e, 69e, 79e) ; 4 pénalités de Halfpenny (36e, 46e, 53e, 56e)

Évolution du score : 7-0, 7-3, mt, 7-6, 7-9, 7-12, 7-19, 7-26, 7-33
Arbitre :  JP Doyle
Résumé :
Dans les premiers instants, à la suite d'un acte d'anti jeu italien, le pays de Galles a l'occasion d'ouvrir la marque sur pénalité, mais Halfpenny manque la sentence. Les Gallois dominent ensuite le match, sur l'occupation du terrain et la possession du ballon, mais ils ne parviennent pas à ouvrir le score. Après vingt minutes passées à défendre, les Italiens réussissent à s'installer dans le camp adverse. Après plusieurs mêlées et un gros travail des avants, un maul franchit la ligne d'en-but et Gori aplatit sous les poteaux. Canna passe la transformation, (7-0) à la 30e minute. Halfpenny permet à son équipe de débloquer son compteur au tableau d'affichage grâce à une pénalité à la 36e. Score à la mi-temps (7-3).
Le début de seconde période est marqué par une domination galloise. Halfpenny passe trois pénalités, ce qui permet à son équipe de prendre l'avantage au score, (7-12) à la 56e. Immédiatement après, les Gallois remontent le ballon sur tout le terrain et s'installent dans les 22 mètres italiens. Les Gallois enchaînent les mêlées qu'ils dominent, provoquant le carton jaune de Lovotti. Sur l'action suivante, Scott Williams trouve un intervalle dans la défense italienne, puis transmet à J. Davies, qui aplatit dans l'en-but. Halpenny passe la transformation, (7-19) à la 62e. À 15 contre 14, les Gallois continuent leur domination et L. Williams inscrit en bout de ligne un nouvel essai. Halfpenny transforme, (7-26) à la 69e. Les Italiens tentent de revenir au score, mais sur un contre en fin de match, North se joue de la défense le long de la ligne de touche et file à l'essai. Halfpenny passe la transformation. Le XV du poireau remporte la rencontre (7-33) et s'empare de la tête du classement.
| Italie · Titulaires · 15 Edoardo Padovani 73e · 14 Giulio Bisegni 59e 70e · 13 Tommaso Benvenuti 52e · 12 Luke McLean · 11 Giovanbattista Venditti · 10 Carlo Canna 68e 73e · 9 Edoardo Gori 29e 64e · 8 Sergio Parisse · 7 Maxime Mbanda · 6 Braam Steyn · 5 George Biagi 52e · 4 Marco Fuser 34e 40e 62e · 3 Lorenzo Cittadini 58e · 2 Ornel Gega 46e · 1 Andrea Lovotti 59e à 69e · Remplaçants · 16 Leonardo Ghiraldini 46e · 17 Sami Panico 59e 70e · 18 Pietro Ceccarelli 58e · 19 Joshua Furno 34e 40e 52e · 20 Francesco Minto 62e · 21 Giorgio Bronzini 64e · 22 Tommaso Allan 68e · 23 Michele Campagnaro 52e · Entraîneur · Conor O'Shea |  |  | Pays de Galles · Titulaires · Leigh Halfpenny 15 · 79e George North 14 · 62e Jonathan Davies 13 · 73e Scott Williams 12 · 68e Liam Williams 11 · 40e Dan Biggar 10 · 73e Rhys Webb 9 · 73e Ross Moriarty 8 · Justin Tipuric 7 · Sam Warburton 6 · 4e 15e Alun-Wyn Jones 5 · 62e Jake Ball 4 · 49e Samson Lee 3 · 68e Ken Owens 2 · 49e Nicky Smith 1 · Remplaçants · 68e Scott Baldwin 16 · 49e Rob Evans 17 · 49e Tomas Francis 18 · 4e 15e 62e Cory Hill 19 · 73e James King 20 · 73e Gareth Davies 21 · 40e Sam Davies 22 · 73e Jamie Roberts 23 · Entraîneur · Rob Howley |

## Deuxième journée

### Italie - Irlande
(mt : 10 - 28)
Homme du match :  CJ Stander
Points marqués :
- Italie : 1 essai de pénalité (32e) ; 1 transformation de Canna (32e) ; 1 pénalité de Canna (16e)
- Irlande : 9 essais de Earls (12e, 26e), Stander (18e, 35e, 46e), Gilroy (68e, 78e, 80e) et Ringrose (72e) ; 9 transformations de Jackson (14e, 20e, 28e, 36e, 47e, 69e, 73e, 79e, 80e)

Évolution du score : 0-7, 3-7, 3-14, 3-21, 10-21, 10-28, mt, 10-35, 10-42, 10-49, 10-56, 10-63
Arbitre :  Glen Jackson
Résumé :
Début de rencontre dominé sans partage par l'équipe d'Irlande. Après de longues minutes dans les 22 mètres adverses à multiplier les offensives, les Irlandais trouvent la faille et Earls marque le premier essai du match. Jackson passe la transformation, (0-7) à la 14e minute. Les Italiens réagissent de suite, grâce à une pénalité de Canna, (3-7) à la 16e. Le XV du trèfle reprend ensuite sa domination, impose un gros défi physique aux Italiens par l'intermédiaire des avants et Stander inscrit le deuxième essai de son équipe en bout de ligne. Jackson passe la transformation, (3-14) à la 20e. Les Irlandais continuent leurs percussions dans la camp adverse et grâce à un surnombre trouvé au large, Earls aplatit à nouveau dans l'en-but, (3-21) à la 28e minute. Les Italiens se reprennent et à la suite d'un gros travail des avants transalpins et de l'indiscipline adverse, ils obtiennent un essai de pénalité, transformé par Canna, (10-21) à la 32e. L'embellie est pourtant de courte durée pour la Squadra Azzurra, qui encaisse un nouvel essai de Stander quelques minutes plus tard. C'est le quatrième essai pour l'Irlande qui marque ainsi le tout premier bonus offensif du Tournoi. Jackson passe la transformation, ce qui fait 10 à 28 pour la mi-temps.
Lors de la seconde période, les Irlandais continuent sur le même rythme et font à nouveau craquer les Italiens, grâce à Stander, qui aplatit dans l'en-but pour la troisième fois du match. Jackson transforme, (10-35) à la 47e. Les Italiens parviennent pendant un temps à endiguer la domination adverse et tentent même plusieurs offensives, mais en vain. La fin de rencontre est à sens unique et tourne à une démonstration, les Irlandais inscrivant quatre nouveaux essais, dont un triplé de Gilroy. Avec une marque finale de 10 à 63 et un essai contre neuf, l'Irlande se ressaisit après sa défaite en Écosse.
Il est à remarquer que l'Irlande se distingue en étant la première des Six Nations à s'octroyer chacun des deux bonus l'un après l'autre !
| Italie · Titulaires · 15 Edoardo Padovani · 14 Angelo Esposito · 13 Tommaso Benvenuti 48e · 12 Luke McLean · 11 Giovanbattista Venditti · 10 Carlo Canna 70e · 9 Edoardo Gori 60e · 8 Sergio Parisse · 7 Simone Favaro 56e · 6 Maxime Mbanda · 5 Dries van Schalkwyk 46e · 4 Marco Fuser · 3 Lorenzo Cittadini 41e 58e · 2 Leonardo Ghiraldini 46e · 1 Andrea Lovotti 63e · Remplaçants · 16 Ornel Gega 46e · 17 Sami Panico 63e · 18 Dario Chistolini 41e 58e · 19 George Biagi 46e · 20 Braam Steyn 56e · 21 Giorgio Bronzini 60e · 22 Tommaso Allan 70e · 23 Michele Campagnaro 48e · Entraîneur · Conor O'Shea |  |  | Irlande · Titulaires · 78e Rob Kearney 15 · 12e 26e Keith Earls 14 · 72e Garry Ringrose 13 · 47e Robbie Henshaw 12 · 74eSimon Zebo 11 · Paddy Jackson 10 · 68e Conor Murray 9 · Jamie Heaslip 8 · 68e Sean O'Brien 7 · 18e 35e 46e CJ Stander 6 · 59e Devin Toner 5 · 31e à 41e Donnacha Ryan 4 · 53e Tadhg Furlong 3 · 62e Niall Scannel 2 · 50e Cian Healy 1 · Remplaçants · 62e James Tracy 16 · 50e Jack McGrath 17 · 53e John Ryan 18 · 59e Ultan Dillane 19 · 68e Josh van der Flier 20 · 68e Kieran Marmion 21 · 74e Ian Keatley 22 · 47e 68e 78e 80e Craig Gilroy 23 · Entraîneur · Joe Schmidt |

### Galles - Angleterre
(mt : 13 - 8)
Homme du match :  Joe Launchbury
Points marqués :
- Galles : 1 essai de L. Williams (38e) ; 1 transformation de Halfpenny (39e) ; 3 pénalités de Halfpenny (3e, 23e, 61e)
- Angleterre : 2 essais de Ben Youngs (18e) et Daly (76e) ; 1 transformation de Farrell (78e) ; 3 pénalités de Farrell (11e, 56e, 71e)

Évolution du score : 3-0, 3-3, 3-8, 6-8, 13-8, mt, 13-11, 16-11, 16-14, 16-21
Arbitre :  Jérôme Garcès
Résumé :
Malgré l'ouverture du score par Halfpenny, le XV de la Rose exerce une intense pression sur les Gallois qui se concrétise par une pénalité de Farrell et surtout un essai de filou du demi de mêlée Youngs, après 27 phases de jeu. Dans la foulée, les Gallois répliquent en assiégeant le camp adverse, mais Webb est trop court à la 28e minute et le capitaine A-W Jones commet une faute de main à quelques mètres de l'en-but moins de dix minutes plus tard. L'acharnement des Diables rouges se révèle finalement payant puisque sur une combinaison lumineuse, Webb envoie l'ailier L. Williams conclure juste avant que Jérôme Garcès renvoie les joueurs au vestiaire (13-8).
A la reprise, le pays de Galles domine globalement le jeu. Mais vingt minutes plus tard, leur avantage n'est que de cinq points (16-11), à cause d'un manque d'efficacité qui va jouer sur la fin de match : Biggar voit un essai lui être refusé pour en-avant de passe puis Daly sauve son équipe sur une interception osée du demi d'ouverture gallois. Avec le coaching opéré par le sélectionneur anglais Eddie Jones, l'équipe d'Angleterre remet la pression sur son adversaire. Mais, les gallois, galvanisés par les plaquages assassins de Moriarty, tiennent bon. En toute fin de match, Farrell lance Daly sur un mauvais renvoi, ce dernier résistant au retour de Cuthbert pour aplatir en coin. Farrell transforme, ponctuant la victoire anglaise. Très bonne opération pour les Anglais qui poursuivent leur quête de Grand Chelem tandis que le XV du Poireau se console avec le bonus défensif au terme d'un match extrêmement plaisant et d'une rare intensité.
| Pays de Galles · Titulaires · 15 Leigh Halfpenny · 14 Alex Cuthbert · 13 Jonathan Davies · 12 Scott Williams · 11 Liam Williams 38e · 10 Dan Biggar · 9 Rhys Webb · 8 Ross Moriarty · 7 Justin Tipuric · 6 Sam Warburton · 5 Alun-Wyn Jones · 4 Jake Ball · 3 Tomas Francis · 2Ken Owens · 1 Rob Evans · Remplaçants · 16 Scott Baldwin · 17Nicky Smith · 18 Samson Lee · 19 Cory Hill · 20 Taulupe Faletau · 21 Gareth Davies · 22 Sam Davies · 23 Jamie Roberts · Entraîneur · Rob Howley |  |  | Angleterre · Titulaires · Mike Brown 15 · Jack Nowell 14 · Jonathan Joseph 13 · Owen Farrell 12 · 76e Elliot Daly 11 · George Ford 10 · 18e Ben Youngs 9 · Nathan Hughes 8 · Jack Clifford 7 · Maro Itoje 6 · Courtney Lawes 5 · Joe Launchbury 4 · Dan Cole 3 · Dylan Hartley 2 · Joe Marler 1 · Remplaçants · Jamie George 16 · Matt Mullan 17 · Kyle Sinckler 18 · Tom Wood 19 · James Haskell 20 · Danny Care 21 · Ben Te'o 22 · Jonny May 23 · Entraîneur · Eddie Jones |

### France - Écosse
(mt : 13 - 11)
Homme du match :  Kevin Gourdon
Points marqués :
- France : 1 essai de Fickou (31e) ; 1 transformation de Lopez (32e) ; 5 pénalités de Lopez (7e, 20e, 47e, 72e, 77e)
- Écosse : 2 essais de Hogg (17e) et Swinson (44e) ; 2 pénalités de Russell (36e, 40e)

Évolution du score : 3-0, 3-5, 6-5, 13-5, 13-8, 13-11, mt, 13-16, 16-16, 19-16, 22-16
Arbitre :  Jaco Peyper
Résumé : La France ouvre le score à la 7e minute avec une pénalité marquée par Lopez (3-0). Cependant, le début de la partie voit une relative domination des Écossais, tant en possession de balle qu'en occupation du terrain adverse, malgré leur infériorité manifeste en mêlée. Une balle sortie d'un regroupement au pied des poteaux français permet à Hogg d'aplatir en coin. Laidlaw manque la transformation, le ballon tapant la barre transversale, (3-5) à la 17e. Une nouvelle pénalité tirée par Lopez à la 20e minute redonne l'avantage aux Français (6-5). Le match est rugueux et le capitaine et buteur écossais Laidlaw doit sortir sur blessure. Les Français se montrent ensuite de plus en plus offensifs, et à la suite de multiples coups de boutoir de Picamoles, Fickou inscrit un essai en force. Lopez passe la transformation, (13-5) à la 32e minute. Les Calédoniens parviennent à recoller au score grâce à deux pénalités de Russell, (13-11) à la mi-temps.
Dès le début de la seconde période, l'ailier écossais Seymour tape à suivre et récupère le ballon dans les airs dans les 22 mètres adverses. Il parvient à transmettre le ballon à Swinson, qui marque entre les poteaux. Bien qu'en position idéale, Russell rate la transformation, (13-16) à la 44e. Rapidement, Lopez permet aux Français d'égaliser (16-16) grâce à une pénalité. À la 69e minute, près de l'en-but écossais, Lamerat reçoit une balle sortie d'une mêlée et semble réussir l'essai, mais la vidéo montre qu'il a commis un en-avant. Dans les dernières minutes de la partie, Lopez concrétise la domination des Bleus en passant deux pénalités qui assurent la première victoire (22-16) du XV de France dans ce Tournoi.
| France · Titulaires · 15 Scott Spedding · 14 Noa Nakaitaci · 13 Rémi Lamerat · 12 Gaël Fickou 31e · 11 Virimi Vakatawa 52e · 10 Camille Lopez · 9 Baptiste Serin 55e · 8 Louis Picamoles · 7 Kevin Gourdon · 6 Loann Goujon 44e 47e 59e · 5 Yoann Maestri 58e · 4 Sébastien Vahaamahina · 3 Uini Atonio 44e · 2 Guilhem Guirado 71e · 1 Cyril Baille 58e · Remplaçants · 16 Christopher Tolofua 71e · 17 Xavier Chiocci 44e · 18 Rabah Slimani 58e · 19 Julien Le Devedec 58e · 20 Damien Chouly 44e 47e 52e · 21 Maxime Machenaud 55e · 22 Jean-Marc Doussain · 23 Yoann Huget 52e · Entraîneur · Guy Novès |  |  | Écosse · Titulaires · 17e Stuart Hogg 15 · Sean Maitland 14 · Huw Jones 13 · 56e 61e Alex Dunbar 12 · Tommy Seymour 11 · 74e Finn Russell 10 · 24e Greig Laidlaw 9 · Josh Strauss 8 · Hamish Watson 7 · 35e John Barclay 6 · Jonny Gray 5 · Richie Gray 4 · 58e Zander Fagerson 3 · 66e Fraser Brown 2 · 44e Allan Dell 1 · Remplaçants · 66e Ross Ford 16 · 44e Gordon Reid 17 · 58e Simon Berghan 18 · 41e 44e Tim Swinson 19 · 35e 41e John Hardie 20 · 24e Ali Price 21 · 74e Duncan Weir 22 · 56e 61e Mark Bennett 23 · Entraîneur · Vern Cotter |

## Troisième journée

### Écosse - Galles
(mt : 9 - 13)
Homme du match :  Finn Russell
Points marqués :
- Écosse : 2 essais de Seymour (44e) et Visser (67e) ; 2 transformations de Russell (45e, 68e) ; 5 pénalités de Russell (7e, 30e, 40e, 55e, 73e)
- Galles : 1 essai de L. Williams (23e) ; 1 transformation de Halfpenny (25e) ; 2 pénalités de Halfpenny (12e, 34e)

Évolution du score : 3-0, 3-3, 3-10, 6-10, 6-13, 9-13, mt 16-13, 19-13, 26-13, 29-13
Arbitre :  John Lacey
Résumé :
Sur la première offensive de la rencontre, le XV du chardon parvient à créer des décalages et à pénétrer dans les 22 mètres gallois, obtenant une pénalité face aux poteaux. Cela permet à Russell d'ouvrir le score, (3-0) à la 7e minute. Les Gallois réagissent immédiatement et à la suite d'une incursion du demi de mêlée Webb au cœur de la défense adverse, une pénalité est obtenue, passée par Halpfenny, (3-3) à la 12e. Quelques minutes plus tard, Webb joue rapidement un bras cassé obtenu dans le camp adverse et transmet le ballon au large. Après plusieurs passes, L. Williams aplatit en bout de ligne. Halfpenny passe la transformation en coin, (3-10) à la 25e. Grâce à une pénalité de Russell, l'Écosse réduit l'écart au score, (6-10) à la 30e. Peu après, Halfpenny redonne un avantage plus large aux siens, aussi sur pénalité, (6-13). Juste avant la pause, alors que les écossais sont dominés, l'arrière Hogg fait une remontée du terrain ballon en main, permettant à son équipe de s'installer dans le camp gallois. Une pénalité est obtenue, passée par Russell, (9-13) à la mi-temps.
Au retour des vestiaires, les Écossais se montrent les plus entreprenants. À la suite de plusieurs offensives des avants au centre du terrain, Price joue au large, les arrières en surnombre percent la défense et Seymour aplatit en bout de ligne. Russell passe la transformation en faisant un poteau rentrant, (16-13) à la 45e minute. Les Écossais profitent ensuite de l'indiscipline galloise pour passer une pénalité par l'intermédiaire de Russell, (19-13). Les Gallois tentent par plusieurs offensives de revenir au score, en vain, se voyant même refuser un essai de Webb, ce dernier mettant le pied en touche avant d'aplatir. Les Écossais réussissent ensuite à reprendre la possession du ballon et entrent dans les 22 mètres adverses. À la suite d'un regroupement aux pieds des poteaux, Henry Pyrgos joue au large, le ballon arrive à Hogg qui transmet à Visser sur un pas. Ce dernier file aplatir dans l'en-but. Russell passe la transformation, (26-13) à la 68e. Le demi d'ouverture écossais amplifie l'écart au score sur pénalité. Le XV du chardon remporte la rencontre (29-13), première victoire face au pays de Galles depuis 2007.
| Écosse · Titulaires · 15 Stuart Hogg · 14 Tommy Seymour 44e · 13 Huw Jones · 12 Alex Dunbar · 11 Tim Visser 67e · 10 Finn Russell · 9 Ali Price 54e · 8 Ryan Wilson · 7 John Hardie 24e · 6 John Barclay · 5 Jonny Gray · 4 Richie Gray · 3 Zander Fagerson · 2 Fraser Brown 70e · 1 Gordon Reid 51e · Remplaçants · 16 Ross Ford 70e · 17 Allan Dell 51e · 18 Simon Berghan · 19 Tim Swinson · 20 Hamish Watson 24e · 21 Henry Pyrgos 54e · 22 Duncan Weir · 23 Mark Bennett · Entraîneur · Vern Cotter |  |  | Pays de Galles · Titulaires · Leigh Halfpenny 15 · George North 14 · Jonathan Davies 13 · 62e Scott Williams 12 · 23e Liam Williams 11 · 68e Dan Biggar 10 · Rhys Webb 9 · 62eRoss Moriarty 8 · Justin Tipuric 7 · Sam Warburton 6 · Alun-Wyn Jones 5 · 56e Jake Ball 4 · 57e Tomas Francis 3 · 68e Ken Owens 2 · 68e Rob Evans 1 · Remplaçants · 68e Scott Baldwin 16 · 68e Nicky Smith 17 · 57e Samson Lee 18 · 56e Luke Charteris 19 · 62e Taulupe Faletau 20 · Gareth Davies 21 · 68e Sam Davies 22 · 62e Jamie Roberts 23 · Entraîneur · Rob Howley |

### Irlande - France
(mt : 7 - 6)
Homme du match :  Conor Murray
Points marqués :
- Irlande : 1 essai de Murray (30e) ; 1 transformation de Sexton (31e) ; 3 pénalités de Sexton (46e, 55e) et Jackson (76e) ; 1 drop de Sexton (50e)
- France : 3 pénalités de Lopez (12e, 19e, 74e)

Évolution du score : 0-3, 0-6, 7-6, mt, 10-6, 13-6, 16-6, 16-9, 19-9
Arbitre :  Nigel Owens
Résumé :
Les Irlandais dominent le début de rencontre, accaparant le ballon. Mais à la suite d'une percée du demi de mêlée français Baptiste Serin, le XV de France obtient une pénalité bien placée. Lopez la passe sans difficulté, (0-3) à la 12e minute. Les Français continuent de perturber leurs adversaires et sont toujours proches de marquer le premier essai du match par l'intermédiaire de Lamerat. Mais, il est logiquement refusé à cause d'un en-avant de Fickou. Cependant, l'arbitre octroie une pénalité pour la France, que passe Lopez, (0-6) à la 19e. Les Irlandais parviennent ensuite à installer le jeu dans le camp français. Après plusieurs offensives dans les 22 mètres français, Murray parvient à s'infiltrer au ras d'un regroupement, pour aplatir dans l'en-but adverse. Sexton passe la transformation, (7-6) à la 31e. Les Irlandais continuent leur domination, sans parvenir à marquer de nouveaux points dans cette première période, (7-6) score à la mi-temps.
Le début de seconde période est à l'avantage du XV du trèfle qui ne quitte pas le camp français. Même s'ils ne parviennent pas à tromper la vigilance de la défense française, les Irlandais s'en remettent à Sexton, qui passent deux pénalités et un drop, permettant à son équipe de creuser l'écart au score, (16-6) à la 55e minute. Les Français jusque-là étouffés par leurs adversaires, réussissent à inscrire une pénalité grâce à Lopez, redonnant quelques espoirs, (16-9) à la 74e. Cependant, juste après, Jackson donne un avantage définitif aux siens sur pénalité. le XV du trèfle s'impose dans cette rencontre (19-9).
| Irlande · Titulaires · 15 Rob Kearney 50e · 14 Keith Earls · 13 Garry Ringrose · 12 Robbie Henshaw · 11 Simon Zebo · 10 Jonathan Sexton 68e · 9 Conor Murray 30e 78e · 8 Jamie Heaslip · 7 Sean O'Brien 67e · 6 CJ Stander · 5 Devin Toner · 4 Donnacha Ryan 59e · 3 Tadhg Furlong 73e · 2 Rory Best 67e · 1 Jack McGrath 59e · Remplaçants · 16 Niall Scannell 67e · 17 Cian Healy 59e · 18 John Ryan 73e · 19 Iain Henderson 59e · 20 Peter O'Mahony 67e · 21 Kieran Marmion 78e · 22 Paddy Jackson 68e · 23 Andrew Trimble 50e · Entraîneur · Joe Schmidt |  |  | France · Titulaires · 73e Scott Spedding 15 · Noa Nakaitaci 14 · 59e Rémi Lamerat 13 · Gaël Fickou 12 · Yoann Huget 11 · Camille Lopez 10 · 61e Baptiste Serin 9 · Louis Picamoles 8 · Kevin Gourdon 7 · 59e Bernard Le Roux 6 · Yoann Maestri 5 · 50e Sébastien Vahaamahina 4 · 50e Rabah Slimani 3 · 61e Guilhem Guirado 2 · 50e Cyril Baille 1 · Remplaçants · 61e Christopher Tolofua 16 · 50e Eddy Ben Arous 17 · 50e Uini Atonio 18 · 50e Julien Le Devedec 19 · 59e Charles Ollivon 20 · 61e Maxime Machenaud 21 · 59e Henry Chavancy 22 · 73e Djibril Camara 23 · Entraîneur · Guy Novès |

### Angleterre - Italie
(mt : 5 - 10)
Homme du match :  Joe Launchbury
Points marqués :
- Angleterre : 6 essais de Cole (24e), Care (44e), Daly (47e), Nowell (70e, 80e) et Te'o (73e) ; 3 transformations de Farrell (48e, 74e, 80e)
- Italie : 2 essais de Venditti (40e) et Campagnaro (60e) ; 1 transformation de Allan (40e) ; 1 drop de Allan (33e)

Évolution du score : 5-0, 5-3, 5-10, mt, 10-10, 17-10, 17-15, 22-15, 29-15, 36-15
Arbitre :  Romain Poite
Résumé :
Les Anglais dominent le début de rencontre, mais les Transalpins s'opposent farouchement et ne cèdent rien défensivement. Les Anglais sont décontenancés par la tactique de « ruck-fantôme » des Italiens (le fait de s'écarter de l'aire de plaquage afin de pouvoir ensuite perturber les passes adverses sans encourir de hors-jeu) mais finissent par trouver la faille, à la suite d'une touche dans les 22 mètres ; un maul se crée, qui termine sa progression dans l'en-but, où Cole aplatit. Farrell manque la transformation, (5-0) à la 24e minute. Les Italiens parviennent à réduire l'écart au score grâce à un drop de Allan, (5-3) à la 33e. Juste avant la fin de la première période, les Italiens obtiennent une pénalité légèrement décalée sur la gauche des poteaux. Allan trouve le poteau, mais Venditti est le plus rapide à la retombée du ballon, résiste à plusieurs plaquages et aplatit dans l'en-but. Allan passe la transformation, (5-10) score à la mi-temps.
Au retour des vestiaires, les Anglais monopolisent le ballon. Ils obtiennent une pénalité à quelques mètres de la ligne d'en-but italienne et Care la joue rapidement, se faufile dans la défense et marque l'essai. Farrell manque la transformation, (10-10) à la 44e. Dans la foulée, les Anglais prennent à nouveau de vitesse la défense adverse et le jeu termine en bout de ligne jusqu'à Daly qui marque l'essai. Farrell passe la transformation, (17-10) à la 48e. Mais les Italiens ne s'avouent pas vaincus. Ils reviennent au score sur une action du centre Campagnaro, qui raffute, effectue un cadrage débordement et résiste aux plaquages avant de marquer dans l'en-but. Allan manque la transformation, (17-15) à la 60e. Cependant, les Transalpins craquent en fin de rencontre, encaissant trois essais dans les dernières minutes, inscrits par Nowell et Ben Te'o. Le XV de la rose s'impose (36-15) et reste en course pour le grand chelem.
| Angleterre · Titulaires · 15 Mike Brown · 14 Jonny May 55e · 13 Ben Te'o 73e 75e · 12 Owen Farrell · 11 Elliot Daly 47e · 10 George Ford · 9 Danny Care 44e 51e · 8 Nathan Hughes 71e · 7 James Haskell 71e · 6 Maro Itoje · 5 Courtney Lawes · 4 Joe Launchbury · 3 Dan Cole 24e 71e · 2 Dylan Hartley 55e · 1 Joe Marler 55e · Remplaçants · 16 Jamie George 55e · 17 Mako Vunipola 55e · 18 Kyle Sinckler 71e · 19 Tom Wood 71e · 20 Jack Clifford 71e · 21 Ben Youngs 51e · 22 Henry Slade 75e · 23 Jack Nowell 55e 70e 80e · Entraîneur · Eddie Jones |  |  | Italie · Titulaires · Edoardo Padovani 15 · 51e Giulio Bisegni 14 · 60e Michele Campagnaro 13 · Luke McLean 12 · 40e Giovanbattista Venditti 11 · 61e Tommaso Allan 10 · 35e Edoardo Gori 9 · Sergio Parisse 8 · 57e Simone Favaro 7 · Braam Steyn 6 · Dries van Schalkwyk 5 · 74e Marco Fuser 4 · 51e Lorenzo Cittadini 3 · 74e Leonardo Ghiraldini 2 · 57e Andrea Lovotti 1 · Remplaçants · 74e Ornel Gega 16 · 57e Michele Rizzo 17 · 51e Pietro Ceccarelli 18 · 74e George Biagi 19 · 57e Maxime Mbanda 20 · 35e Giorgio Bronzini 21 · 61e Carlo Canna 22 · 51e Tommaso Benvenuti 23 · Entraîneur · Conor O'Shea |

## Quatrième journée

### Galles - Irlande
(mt : 8 - 6)
Homme du match :  Rhys Webb
Points marqués :
- Galles : 3 essais de North (20e, 44e) et Roberts (78e) ; 2 transformations de Halfpenny (46e, 79e) ; 1 pénalité de Halfpenny (39e)
- Irlande : 3 pénalités de Sexton (7e, 57e) et Jackson (27e)

Évolution du score : 0-3, 5-3, 5-6, 8-6, 15-6, 15-9, 22-9
Arbitre :  Wayne Barnes
Résumé :
| Pays de Galles · Titulaires · 15 Leigh Halfpenny · 14 George North 20e 44e · 13 Jonathan Davies · 12 Scott Williams 66e · 11 Liam Williams · 10 Dan Biggar 79e · 9 Rhys Webb 66e · 8 Ross Moriarty 66e · 7 Justin Tipuric · 6 Sam Warburton · 5 Alun-Wyn Jones · 4 Jake Ball 62e · 3 Tomas Francis 69e · 2 Ken Owens 71e · 1 Rob Evans 66e · Remplaçants · 16 Scott Baldwin 71e · 17 Nicky Smith 66e · 18 Samson Lee 69e · 19 Luke Charteris 62e · 20 Taulupe Faletau 66e · 21 Gareth Davies 66e · 22 Sam Davies 79e · 23 Jamie Roberts 66e 78e · Entraîneur · Rob Howley |  |  | Irlande · Titulaires · 79e Rob Kearney 15 · Keith Earls 14 · Garry Ringrose 13 · Robbie Henshaw 12 · Simon Zebo 11 · 18e 26e 37e à 47e 79e Jonathan Sexton 10 · 45e Conor Murray 9 · Jamie Heaslip 8 · Sean O'Brien 7 · 62e CJ Stander 6 · 62e Devin Toner 5 · Donnacha Ryan 4 · 79e Tadhg Furlong 3 · 79e Rory Best 2 · 58e Jack McGrath 1 · Remplaçants · 79e Niall Scannell 16 · 58e Cian Healy 17 · 79e John Ryan · 62e Iain Henderson 19 · 62e Peter O'Mahony 20 · 45e Kieran Marmion 21 · 18e 26e 79e Paddy Jackson 22 · 79e Tommy Bowe 23 · Entraîneur · Joe Schmidt |

### Italie  - France
(mt : 11 - 16)
Homme du match :  Baptiste Serin
Points marqués :
- Italie : 2 essais de Parisse (3e) et Esposito (80e) ; 1 transformation de Canna (80e) ; 2 pénalités de Canna (17e, 28e)
- France : 4 essais de Fickou (21e), Vakatawa (48e), Picamoles (67e) et Dulin (77e) ; 4 transformations de Lopez (22e, 49e, 68e, 78e) ; 4 pénalités de Lopez (9e, 19e, 34e, 43e)

Évolution du score : 5-0, 5-3, 8-3, 8-6, 8-13, 11-13, 11-16, 11-19, 11-26, 11-33, 11-40, 18-40
Arbitre :  Ben O'Keeffe
Résumé : Le début de match est en faveur des Italiens qui se concrétise très rapidement par un essai de Parisse à la 3e minute. Les français réagissent cependant cinq minutes plus tard avec une pénalité de Camille Lopez. S'ensuit un duel de buteurs jusqu'à la 21e minute où Fickou transperce joliment la défense italienne et va permettre aux Français de prendre l'avantage. Le reste de la première période se traduit par un jeu équilibré qui donnera une pénalité pour chaque côté. Le score se porte à 11-16 pour la France. À noter que le système de « ruck-fantôme » (le fait de s'écarter de l'aire de plaquage afin de pouvoir ensuite perturber les passes adverses sans encourir de hors-jeu) a été réemployé par les Italiens et a posé quelques problèmes aux Français, sans grandes conséquences.
Au retour de la seconde période, les français paraissent plus tranchants et après avoir obtenu une pénalité transformée par Lopez, finissent par franchir la ligne à la 48e, 11-26 après 50 minutes de jeu. Pendant un quart d'heure, la défense italienne résiste aux assauts français, mais fatigués, finissent par encaisser 2 essais coups sur coups en dix minutes, dont Picamoles et Dulin sont les auteurs. L'écart au score est important (11-40) et la Squadra Azzura veut sauver l'honneur, ce qui est réussi par une remontée de près de 80 mètres, Esposito étant le finisseur de cet acte. Score final : 18-40 ; le XV de France remporte son premier bonus offensif. Les Transalpins quant à eux, semblent se diriger vers une nouvelle cuillère de bois.
| Italie · Titulaires · 15 Edoardo Padovani 72e · 14 Angelo Esposito 80e · 13 Michele Campagnaro 64e · 12 Luke McLean · 11 Giovanbattista Venditti · 10 Carlo Canna · 9 Edoardo Gori 50e · 8 Sergio Parisse 3e · 7 Simone Favaro 50e · 6 Braam Steyn · 5 Dries van Schalkwyk · 4 Marco Fuser 56e · 3 Lorenzo Cittadini 40e · 2 Leonardo Ghiraldini 61e · 1 Andrea Lovotti 66e · Remplaçants · 16 Tommaso D'Apice 61e · 17 Sami Panico 66e · 18 Dario Chistolini 40e · 19 George Biagi 56e · 20 Maxime Mbanda 50e · 21 Giorgio Bronzini 50e · 22 Tommaso Benvenuti 64e · 23 Luca Sperandio 72e · Entraîneur · Conor O'Shea |  |  | France · Titulaires · 77e Brice Dulin 15 · Noa Nakaitaci 14 · 69e Rémi Lamerat 13 · 21e Gaël Fickou 12 · 48e 63e Virimi Vakatawa 11 · Camille Lopez 10 · 72e Baptiste Serin 9 · 67e 72e Louis Picamoles 8 · Kevin Gourdon 7 · Fabien Sanconnie 6 · Yoann Maestri 5 · 58e Julien Le Devedec 4 · 53e Rabah Slimani 3 · 54e Guilhem Guirado 2 · 53e Cyril Baille 1 · Remplaçants · 54e Christopher Tolofua 16 · 53e Uini Atonio 17 · 53e Eddy Ben Arous 18 · 58e Paul Jedrasiak 19 · 72e Bernard Le Roux 20 · 72e Antoine Dupont 21 · 69e François Trinh-Duc 22 · 63e Yoann Huget 23 · Entraîneur · Guy Novès |

### Angleterre - Écosse
(mt : 30 - 7)
Homme du match :  Jonathan Joseph
Points marqués :
- Angleterre : 7 essais de Joseph (3e, 25e, 43e), Watson (35e), B. Vunipola (57e), Care (72e, 80e) ; 7 transformations de Farrell (4e, 25e, 37e, 44e, 58e, 73e, 80e) ; 4 pénalités de Farrell (7e, 15e, 32e, 49e)
- Écosse : 3 essais de Reid (29e), Jones (50e, 69e) ; 3 transformations de Russell (30e, 51e, 70e)

Évolution du score : 7-0, 10-0, 13-0, 20-0, 20-7, 23-7, 30-7, 37-7, 40-7, 40-14, 47-14, 47-21, 54-21, 61-21
Arbitre :  Mathieu Raynal
Résumé :
| Angleterre · Titulaires · 15 Mike Brown · 14 Jack Nowell · 13 Jonathan Joseph 3e 25e 43e 57e · 12 Owen Farrell · 11 Elliot Daly 1e 9e 15e · 10 George Ford · 9 Ben Youngs 60e · 8 Nathan Hughes 51e · 7 James Haskell · 6 Maro Itoje · 5 Courtney Lawes 66e · 4 Joe Launchbury · 3 Dan Cole 60e · 2 Dylan Hartley 51e 61e 70e · 1 Joe Marler 57e · Remplaçants · 16 Jamie George 51e 61e 70e · 17 Mako Vunipola 57e · 18 Kyle Sinckler 60e · 19 Tom Wood 66e · 20 Billy Vunipola 51e 57e · 21 Danny Care 60e 72e 80e · 22 Ben Te'o · 23 Anthony Watson 1e 9e 15e 35e · Entraîneur · Eddie Jones |  |  | Écosse · Titulaires · 17e Stuart Hogg 15 · 44e Tommy Seymour 14 · 50e 69e Huw Jones 13 · Alex Dunbar 12 · Tim Visser 11 · Finn Russell 10 · Ali Price 9 · 61e Ryan Wilson 8 · Hamish Watson 7 · John Barclay 6 · 74e Jonny Gray 5 · Richie Gray 4 · 60e Zander Fagerson 3 · 1e à 11e 43e Fraser Brown 2 · 29e 43e Gordon Reid 1 · Remplaçants · 43e Ross Ford 16 · 43e Allan Dell 17 · 60e Simon Berghan 18 · 74e Tim Swinson 19 · 61e Cornell du Preez 20 · 21e Henry Pyrgos 21 · 44e Duncan Weir 22 · 17e 21e Mark Bennett 23 · Entraîneur · Vern Cotter |

## Cinquième journée

### Écosse - Italie
(mt : 15 - 0)
Homme du match :  Finn Russell
Points marqués :
- Écosse : 4 essais de Russell (28e), Scott (38e), Visser (62e) et Seymour (73e) ; 3 transformations de Russell (29e, 63e, 74e) ; 1 pénalité de Hogg (6e)

Évolution du score : 3-0, 10-0, 15-0, 22-0, 29-0
Arbitre :  Pascal Gaüzère
Résumé :
| Écosse · Titulaires · 15 Stuart Hogg · 14 Tommy Seymour 73e · 13 Huw Jones 26e · 12 Alex Dunbar · 11 Tim Visser 62e · 10 Finn Russell 28e · 9 Ali Price 53e · 8 Ryan Wilson 48e · 7 Hamish Watson · 6 John Barclay 48e à 58e · 5 Jonny Gray · 4 Grant Gilchrist 56e · 3 Zander Fagerson 65e · 2 Ross Ford 65e · 1 Gordon Reid 55e · Remplaçants · 16 Fraser Brown 65e · 17 Allan Dell 55e · 18 Simon Berghan 65e · 19 Tim Swinson 56e · 20 Cornell du Preez 48e · 21 Henry Pyrgos 53e · 22 Duncan Weir 74e · 23 Matt Scott 26e 38e 74e · Entraîneur · Vern Cotter |  | Italie · Titulaires · Edoardo Padovani 15 · Angelo Esposito 14 · Tommaso Benvenuti 13 · Luke McLean 12 · Giovanbattista Venditti 11 · 62e Carlo Canna 10 · 52e Edoardo Gori 9 · Sergio Parisse 8 · 52e Braam Steyn 7 · Maxime Mbanda 6 · 74e George Biagi 5 · 52e Marco Fuser 4 · 40e Lorenzo Cittadini 3 · 40e Ornel Gega 2 · 52e Andrea Lovotti 1 · Remplaçants · 40e Leonardo Ghiraldini 16 · 52e Sami Panico 17 · 40e Dario Chistolini 18 · 52e Dries van Schalkwyk 19 · 74e Federico Ruzza 20 · 52e Francesco Minto 21 · 52e Marcello Violi 22 · 62e Luca Sperandio 23 · Entraîneur · Conor O'Shea |

### France - Galles
(mt : 10 - 9)
Homme du match :  Brice Dulin
Points marqués :
- France : 2 essais de Lamerat (7e) et Chouly (80e+20) ; 2 transformations de Lopez (8e, 80e+21) ; 2 pénalités de Lopez (16e, 67e)
- Galles : 6 pénalités de Halfpenny (20e, 28e, 40e, 54e, 65e, 72e)

Évolution du score : 7-0, 10-0, 10-3, 10-6, 10-9, 10-12, 10-15, 13-15, 13-18, 20-18
Arbitre :  Wayne Barnes
Résumé : Bien que l'enjeu est mineur, le match est marqué par des cruciaux arrêts de jeux, en pleine mêlée, avec l'essai final pour la France, qui prolongent le match de 21 minutes. Plusieurs commentateurs parlent d'une rencontre « d'anthologie »,,
| France · Titulaires · 15 Brice Dulin · 14 Noa Nakaitaci · 13 Rémi Lamerat 7e 65e · 12 Gaël Fickou · 11 Virimi Vakatawa 18e à 28e 53e · 10 Camille Lopez 32e 39e · 9 Baptiste Serin 18e 24e 71e · 8 Louis Picamoles · 7 Kevin Gourdon · 6 Fabien Sanconnie 54e · 5 Yoann Maestri · 4 Sébastien Vahaamahina 77e · 3 Rabah Slimani 54e 80e · 2 Guilhem Guirado 71e · 1 Cyril Baille 54e · Remplaçants · 16 Camille Chat 71e · 17 Uini Atonio 54e 80e · 18 Eddy Ben Arous 54e · 19 Julien Le Devedec 77e · 20 Damien Chouly 54e 80+20e · 21 Antoine Dupont 18e 24e 71e · 22 François Trinh-Duc 32e 39e 65e · 23 Yoann Huget 53e · Entraîneur · Guy Novès |  | Pays de Galles · Titulaires · 80+5e 80+12e Leigh Halfpenny 15 · George North 14 · Jonathan Davies 13 · 53e Scott Williams 12 · Liam Williams 11 · Dan Biggar 10 · Rhys Webb 9 · 53e 71e Ross Moriarty 8 · Justin Tipuric 7 · Sam Warburton 6 · 51e Alun-Wyn Jones 5 · 59e Jake Ball 4 · 59e 80+5e 80+12e Tomas Francis 3 · Ken Owens 2 · 80+16e Rob Evans 1 · Remplaçants · 59e 71e Scott Baldwin 16 · 80+16e Nicky Smith 17 · 59e 80+1e à 80+11eSamson Lee 18 · 51e Luke Charteris 19 · 53e Taulupe Faletau 20 · Gareth Davies 21 · Sam Davies 22 · 53e Jamie Roberts 23 · Entraîneur · Rob Howley |

### Irlande - Angleterre
(mt : 10 - 3)
Homme du match :  Peter O'Mahony
Points marqués :
- Irlande : 1 essai de Henderson (24e) ; 1 transformation de Sexton (24e) ; 2 pénalité de Sexton (9e, 61e)
- Angleterre : 3 pénalités de Farrell (16e, 49e, 65e)

Évolution du score : 3-0, 3-3, 10-3, 10-6, 13-6, 13-9
Arbitre :  Jérôme Garcès
Résumé :
| Irlande · Titulaires · 15 Jared Payne · 14 Keith Earls 40e · 13 Garry Ringrose · 12 Robbie Henshaw · 11 Simon Zebo · 10 Jonathan Sexton · 9 Kieran Marmion 68e · 8 CJ Stander · 7 Sean O'Brien 65e · 6 Peter O'Mahony · 5 Iain Henderson 24e · 4 Donnacha Ryan 64e · 3 Tadhg Furlong 75e · 2 Rory Best 9e 17e 72e · 1 Jack McGrath 59e · Remplaçants · 16 Niall Scannell 9e 17e 72e · 17 Cian Healy 59e · 18 John Ryan 75e · 19 Devin Toner 64e · 20 Dan Leavy 65e · 21 Luke McGrath 68e · 22 Paddy Jackson · 23 Andrew Conway 40e · Entraîneur · Joe Schmidt |  | Angleterre · Titulaires · Mike Brown 15 · Anthony Watson 14 · 67e Jonathan Joseph 13 · Owen Farrell 12 · Elliot Daly 11 · 62e 69e George Ford 10 · 62e Ben Youngs 9 · 62e Billy Vunipola 8 · 59e James Haskell 7 · Maro Itoje 6 · Courtney Lawes 5 · Joe Launchbury 4 · 77e Dan Cole 3 · 54e Dylan Hartley 2 · 40e Joe Marler 1 · Remplaçants · 54e Jamie George 16 · 40e Mako Vunipola 17 · 77e Kyle Sinckler 18 · 59e Tom Wood 19 · 62e Nathan Hughes 20 · 62e Danny Care 21 · 62e 69e Ben Te'o 22 · 67e Jack Nowell 23 · Entraîneur · Eddie Jones |